# سرحمام ابوالحسن‌کلا
سرحمام ابوالحسن‌کلا، روستایی است از توابع بخش گتاب شهرستان بابل در استان مازندران ایران.

## جمعیت
این روستا در دهستان گتاب جنوبی قرار دارد و براساس سرشماری مرکز آمار ایران در سال ۱۳۸۵، جمعیت آن ۴۱۴ نفر (۱۰۵خانوار) بوده‌است.